# Zouréhatou Kassah-Traoré
Zouréhatou Kassah-Traoré née le 29 mars 1959 à Sokodé, est une femme politique togolaise.

## Biographie
Kassah-Traoré est née le 29 mars 1959 à Sokodé au Togo. Titulaire d’une maîtrise en sciences économiques, elle est diplômée en développement économique et en économie bancaire. Elle est actuelle gouverneure du District Autonome du Grand Lomé (DAGL), depuis sa nomination à ce poste, après avoir été première vice-présidente de l’Assemblée nationale.
Elle a occupé plusieurs fonctions ministérielles dont ministre des Infrastructures et des Transports de 2019 à 2020, puis ministre des Travaux publics de 2020 à 2024.
Avant son entrée au gouvernement, elle a exercé des responsabilités au sein du ministère de l’Économie et des Finances, notamment en tant que directrice nationale du Contrôle des marchés publics de 2010 à 2019 et secrétaire permanente chargée de l’intégration régionale (CEDEAO et UEMOA) de 2008 à 2018.
Elle a également siégé dans plusieurs conseils d’administration, notamment ceux de l’Office togolais des recettes (OTR), de la Banque islamique de développement (BID) et de la Banque d’investissement et de développement de la CEDEAO (BIDC).

### Carrière
Zouréhatou Kassah-Traoré est pendant plusieurs années à la tête de la Direction Nationale de Contrôle des Marchés Publics (DNCMP).
Membre de l'Union pour la République (UNIR), Zouréhatou Kassah-Traoré est élue députée à l'Assemblée nationale lors des  élections législatives togolaises de 2018 dans la circonscription d'Assoli dans la préfecture d'Assoli. Elle est nommée au gouvernement en tant que ministre des Infrastructures et des Transports le 5 janvier 2019. En raison de la législation imposant un non-cumul des mandats, elle quitte son mandat de députée le 22 mars 2019 et est remplacée par Adjaratou Abdoulaye.

## Vie privée
Kassah-Traoré est musulmane. Elle est mariée et mère de trois enfants.